# Sebastian Achilles

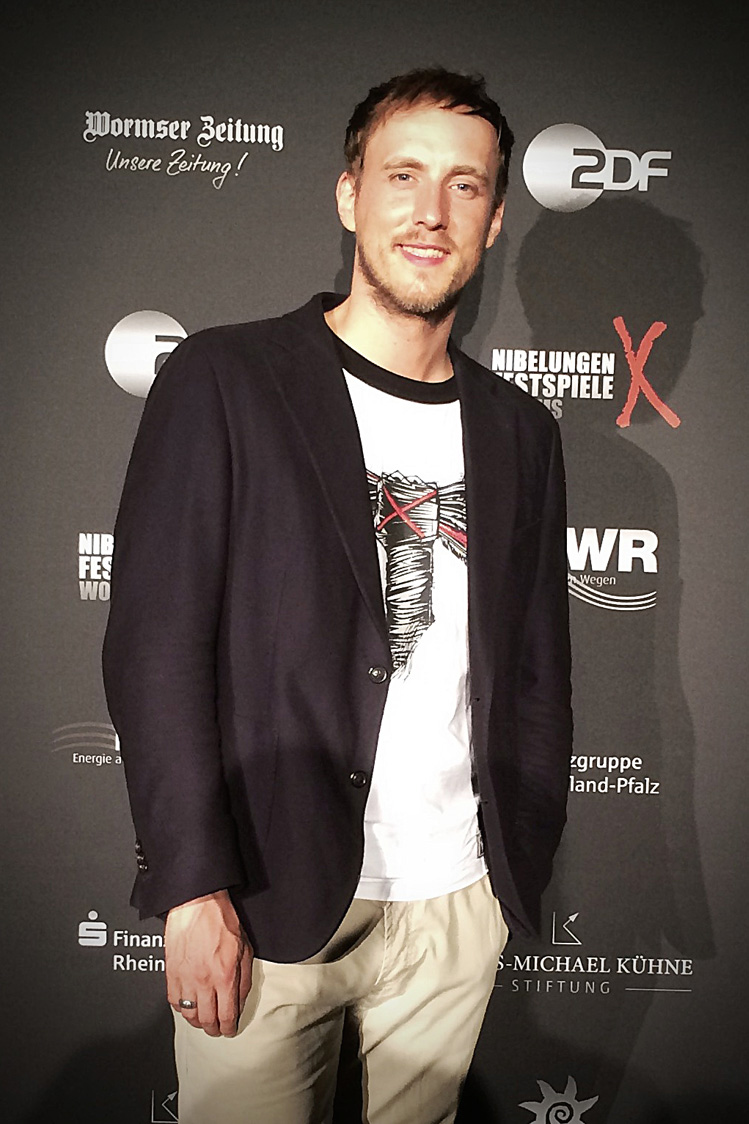
Sebastian Achilles – Premiere Nibelungenfestspiele 2014

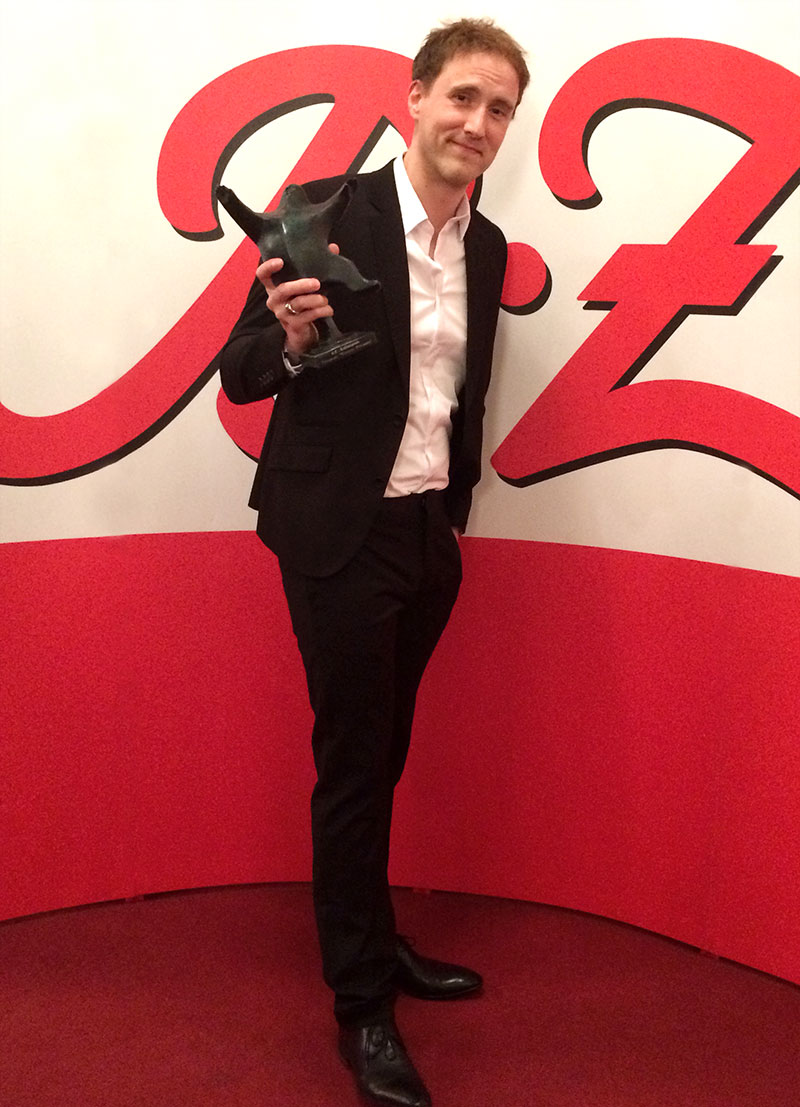
Sebastian Achilles mit dem gewonnenen „B.Z. Kulturpreis“ für „Hinterm Horizont“ 2015

Sebastian Achilles (* 24. September 1980 in Bad Saarow-Pieskow) ist ein deutscher Schauspieler.

## Leben
Er absolvierte von 2001 bis 2005 seine Schauspielausbildung an der Universität der Künste Berlin. Die ersten Engagements führten ihn ans Maxim-Gorki-Theater, an das Badische Staatstheater Karlsruhe und an das Schauspiel Zittau. Er spielte u. a. die Titelfiguren in „Don Karlos“ und „Romeo und Julia“.
Danach wurde er mehrere Jahre festes Ensemblemitglied am Grips-Theater Berlin. Dort war er in der weltbekannten Uraufführungsinszenierung „Linie1“ als „Bambi“ zu erleben. Die Inszenierung „Über Jungs“ mit ihm in der Hauptrolle ‚Victor Cluscrescu’ gewann 2013 den Theater-Oscar „DER FAUST“.
Im Sommer 2011 spielte er erstmals bei den Nibelungenfestspielen Worms in „Die Geschichte des Joseph Süss Oppenheimer genannt Jud Süss“ den 'August von Götz' unter der Regie von Dieter Wedel. Auch im Sommer 2012 übernahm er wieder die Rolle des stotternden Emporkömmlings von Götz in Dieter Wedels Inszenierung „Das Vermögen des Herrn Süss“. Zeitgleich wurde er durch den VW-Taktik-Spot zur Fußball-Europameisterschaft 2012 einem größeren Publikum bekannt. 2014 holte ihn Dieter Wedel für seine Abschiedsinszenierung „Hebbels Nibelungen – Born This Way“ als 'König Thüring' zum dritten Mal nach Worms.
Neben dem Theater arbeitet er kontinuierlich im Film- und Fernsehbereich. Hier ist er sowohl in Serien („Dogs of Berlin“ / Netflix, "Acht Tage" / SKY, „Tiere bis unters Dach“ / ARD, „Polizeiruf 110“ / ARD) als auch in Spielfilmen ("Murder Company / Kino, „Nichts ist vergessen“ / ARD u. a. Auszeichnung: ‚Bronze Olive’, „Lauf der Dinge“ / Kino, „1985 – Der letzte Sommer mit Dir“ / Kino) zu sehen. Er übernahm Episodenhauptrollen in diversen ZDF-Produktionen u. a. in „Der Bergdoktor (2008) - Die Andere“, „SOKO Leipzig – Zwei Schwestern“, „Der Staatsanwalt – Spiel mit dem Feuer“, dem mehrfach preisgekrönten, österreichischem Kinofilm "Rammbock" im Programm des ZDF im Rahmen Das kleine Fernsehspiel und war im Sommer 2015 neben Christian Ulmen in Becks letzter Sommer erneut im Kino zu erleben.
Im Frühjahr 2015 stand er als durchgehende Rolle 'Lutz Christoph' in der 3. Staffel der ARD Fernsehserie Heiter bis tödlich: Alles Klara vor der Kamera. Er ist der neue Mann an der Seite der Hauptfigur Klara Degen (Wolke Hegenbarth). Regie führte der Adolf-Grimme-Preisträger Thomas Freundner.
Von 2013 bis 2016 spielte er im Udo-Lindenberg-Musical „Hinterm Horizont“ eine der drei männlichen Hauptrollen, den Rockrebellen ‚Elmar’, in Berlin am Potsdamer Platz unter der Regie von Ulrich Waller.
Für die Produktion „Hinterm Horizont“ gewann er mit dem Ensemble den B.Z. Kulturpreis 2015 und nahm im Rahmen der Preisverleihung den „Berliner Bär (B.Z.-Kulturpreis)“ entgegen.
Von Anfang 2017 bis 2024 ist er in den Wintermonaten mit der Produktion FALCO – Das Musical in der er die zweite Hauptrolle – den Manager und besten Freund Falcos – verkörpert in Deutschland, Österreich und der Schweiz auf Tour und spielt in großen Arenen wie der Dortmunder Westfalenhalle und der Kölner LANXESS Arena.
2017 übernahm er eine durchgehende Rolle in der neuen Science-Fiction-Serie Acht Tage des Pay-TV-Senders SKY. Regie führten der OSCAR – Preisträger Stefan Ruzowitzky und Michael Krummenacher.
Zwischen Herbst 2017 und Frühjahr 2018 drehte er für die Netflix-Serie Dogs of Berlin ebenfalls in einer durchgehenden Rolle. Christian Alvart übernahm die Regie.
Ab Sommer 2018  bis Frühling 2019 spielte er die Hauptrolle 'Huxley' in der von Global Creatures und BBC Worldwide Ltd. produzierten Arena Show Dinosaurier – Im Reich der Giganten (Originaltitel: Walking with Dinosaurs), die auf der gleichnamigen dokumentarischen BBC-Fernsehserie beruht. Geprobt wurde in London, Newcastle und Paris. Regie führt Scott Faris. Sie war auf der European Tour 2018/19 in Berlin (Mercedes-Benz Arena), Hamburg (Barclays Arena), Mannheim (SAP Arena), Köln (Lanxess Arena), München (Olympiahalle München), Zürich  und Wien zu sehen.
2019 drehte er neben Stephanie Stumph für die Reihe Inga Lindström die Episode Klang der Sehnsucht in der männlichen Hauptrolle 'Mads Morgengrün'.
Seit demselben Jahr gehört Sebastian Achilles in der SWR Serie Tiere bis unters Dach mit der durchgehenden Hauptrolle Martin Kalkbrenner zum festen Ensemble und ist inzwischen in den Staffeln 8–11 zu erleben.
Im Herbst 2023 stand Sebastian Achilles neben Kelsey Grammer und William Moseley für das 2. Weltkriegsepos „Murder Company“ in Bulgarien vor der Kamera. Der Film lief ab Juli 2024 in den amerikanischen Kinos.
Für die neue Sat.1 Serie Die Spreewaldklinik übernahm er die wiederkehrende Rolle des erblindenden 'Ralph Bütow' im Frühsommer 2024.

## Filmografie
- 2003: Detroit (Kino)
- 2004: Polizeiruf 110: Rosentod (Fernsehreihe)
- 2005: Broadcast Killer
- 2006: Lauf der Dinge (Kino)
- 2007: Nichts ist vergessen
- 2008: Hindernisse des Herzens
- 2009–2023: In aller Freundschaft (Fernsehserie, verschiedene Rollen, 3 Folgen)
- 2010: Rammbock
- 2010: SOKO Wismar (Fernsehserie, Folge Spieglein, Spieglein)
- 2012: Unser Charly (Fernsehserie, Folge Der schöne Schein)
- 2012: Der Fall Jakob von Metzler
- 2014: SOKO Leipzig (Fernsehserie, Folge Zwei Schwestern)
- 2014: SOKO Köln (Fernsehserie, Folge Falschgeld)
- 2014: Die Pfefferkörner (Fernsehserie, Folge Bootsklau)
- 2014, 2018: Notruf Hafenkante  (Fernsehserie, verschiedene Rollen, 2 Folgen)
- 2015: Becks letzter Sommer (Kino)
- 2015: SOKO Stuttgart (Fernsehserie, Folge Schlitzohr)
- 2015: Tierärztin Dr. Mertens (Fernsehserie, Folge Umzugschaos)
- 2016: Heiter bis tödlich: Alles Klara (Fernsehserie, 8 Folgen)
- 2017: Nord bei Nordwest – Der Transport (Fernsehreihe)
- 2017: Am Ruder
- 2018: Nix Festes (Fernsehserie)
- 2018: Dogs of Berlin (Fernsehserie, 8 Folgen)
- 2018: Heldt (Fernsehserie, Folge Eine perfekte Familie)
- 2018: Lifelines (Fernsehserie, Folge Aus heiterem Himmel)
- 2018: Schwartz & Schwartz: Mein erster Mord (Fernsehreihe)
- 2019: Der Bergdoktor – Die Andere (Fernsehreihe)
- 2019: 8 Tage (Fernsehserie, 4 Folgen)
- 2019: In aller Freundschaft – Die jungen Ärzte (Fernsehserie, Folge Gratwanderung)
- 2019: Inga Lindström: Klang der Sehnsucht (Fernsehreihe)
- seit 2020: Tiere bis unters Dach
- 2021: Friesland: Bis aufs Blut (Fernsehreihe)
- 2021: Der Staatsanwalt (Fernsehserie, Folge Spiel mit dem Feuer)
- 2023: Hotel Mondial (Fernsehserie, Folge Ratschläge sind auch Schläge)
- 2023:  Murder Company (Kino)
- 2024: Die Spreewaldklinik 1. Staffel (Fernsehserie, 3 Folgen)

## Theater
- 2002: Wölfe und Schafe // Maxim Gorki Theater Berlin
- 2002: Blauer Himmel
- 2003: Europa – Asien // Maxim Gorki Theater Berlin
- 2004: Unter der Gürtellinie
- 2004: Hiob // Maxim Gorki Theater Berlin
- 2004: Peanuts // Maxim Gorki Theater Berlin
- 2005: Don Karlos (Titelrolle) // Gerhart-Hauptmann-Theater Görlitz-Zittau
- 2005: Einer flog über das Kuckucksnest // Gerhart-Hauptmann-Theater Görlitz-Zittau
- 2005: Wilhelm Tell // Badisches Staatstheater Karlsruhe
- 2006: Schnitt ins Fleisch // Gerhart-Hauptmann-Theater Görlitz-Zittau
- 2006: Philoktet // Gerhart-Hauptmann-Theater Görlitz-Zittau
- 2006: Der aufhaltsame Aufstieg des Arturo Ui // Gerhart-Hauptmann-Theater Görlitz-Zittau
- 2007: Romeo & Julia (Titelrolle) // Gerhart-Hauptmann-Theater Görlitz-Zittau
- 2007: Ladies Night // Gerhart-Hauptmann-Theater Görlitz-Zittau
- 2007: Faust // Gerhart-Hauptmann-Theater Görlitz-Zittau
- 2008: Trommeln in der Nacht // Gerhart-Hauptmann-Theater Görlitz-Zittau
- 2008: Haram // Grips-Theater Berlin
- 2008: Rosa // Grips-Theater Berlin
- 2009: Eine linke Geschichte // Grips-Theater Berlin
- 2009: Linie 2 – Der Alptraum (Award: Friedrich-Luft-Preis) // Grips-Theater Berlin
- 2009–2014: Linie 1 (Rolle: Bambi) // Grips-Theater Berlin
- 2010: Ohne Moos nix los // Grips-Theater Berlin
- 2010: Stress – Der Rest ist Leben // Grips-Theater Berlin
- 2011: Die Geschichte des Joseph Süss Oppenheimer genannt Jud Süss // Nibelungenfestspiele Worms
- 2011: Über Jungs (Award: Der FAUST) // Grips-Theater Berlin
- 2012: Das Vermögen des Herrn Süss // Nibelungenfestspiele Worms
- 2014: Hebbels Nibelungen – Born This Way // Nibelungenfestspiele Worms
- 2013–2016: Hinterm Horizont – (Rolle: Elmar) // Theater am Potsdamer Platz Berlin
- 2018–2019: Dinosaurier – Im Reich der Giganten (Originaltitel: Walking with Dinosaurs // u. a. Mercedes-Benz Arena, Barclays Arena, Olympiahalle München)
- 2023: Zum Glück viel Geburtstag // Grips-Theater Berlin
- 2017–2024: FALCO – Das Musical (u. a. Lanxess Arena, Barclays Arena, Admiralspalast Berlin)

## Hörspiel
- 1996: Rahnsdorfer Passagen
- 2006: Der Blutegelsee
- 2008:	Der Vampir von Venedig
- 2009:	Begrüßungsgeld OST
- 2009:	Wem gehört der Mond
- 2010:	Der Porzellankrimi
- 2010: Horror für Atheisten
- 2010: mpeg
- 2012: Die Wahrheit über Hänsel & Gretel
- 2012: Double Happiness

## Preise
- 2007: Bronzene Olive – Bester Film für „Nichts ist vergessen“
- 2009: Friedrich-Luft-Preis (Nominierung) – Beste Inszenierung für „Rosa“
- 2010: Friedrich-Luft-Preis – Beste Inszenierung für „Linie2“
- 2010: new berlin film award – Bester Spielfilm für „Rammbock“
- 2010: Max-Ophüls-Preis – Bester Film für „Rammbock“
- 2010: Wiener Filmpreis (Viennale) – Bester Spielfilm für „Rammbock“
- 2013: DER FAUST für „Über Jungs“
- 2013: Theaterpreis des Heidelberger Stückemarkts für „Über Jungs“
- 2015: B.Z. Kulturpreis für „Hinterm Horizont“